# A Melhor Amiga da Noiva
A Melhor Amiga da Noiva é uma websérie brasileira de temática LGBTQ+, que já possui mais de 45 milhões de visualizações no YouTube. É vencedora de duas categorias da premiação Rio Web Fest 2018 do Brasil e indicada ao Los Angeles Web Fest.   A série é estrelada pelos atores Rodrigo Tardeli, Natalie Smith e Priscilla Pugliesi, conta com a produção da  Ponto Ação.  A websérie LGBTQIA+ é considerada a mais assistida da América Latina.  

## Lançamento
A websérie foi lançada no dia 30 de março de 2017, devido a seu grande sucesso se tornou a websérie de tématica LGBT mais assistida da América Latina no YouTube. No mês de março deste ano de 2021 foi anunciado a terceira temporado e apenas o teaser da terceira temporada já atingiu a marca de 10 milhões de visualizações, a série por si só já superou 45 milhões de views.   

## Elenco

### Elenco principal
- Priscilla Pugliese como Fernanda
- Natalie Smith como Juliana  [7]
- Rodrigo Tardeli como Daniel
- Dayane Vieira
- Lohana Marinho
- Ian Tavares

## Prêmios e indicações
| Ano  | Prêmio              | Categoria         | Indicação               | Resultado | Ref.  |
| ---- | ------------------- | ----------------- | ----------------------- | --------- | ----- |
| 2018 | Rio WebFest         | Melhor Série LGBT | A Melhor Amiga da Noiva | Venceu    | [ 8 ] |
| 2018 | Rio WebFest         | Melhor Série      | The Stripper            | Venceu    |       |
| 2019 | Los Angeles WebFest | Melhor Série LGBT | A Melhor Amiga da Noiva | Indicado  |       |